# Baccalaureus maldivensis
Baccalaureus maldivensis is een kreeftachtigensoort uit de familie van de Lauridae. De wetenschappelijke naam van de soort is voor het eerst geldig gepubliceerd in 1934 door Pyefinch.